# Holosijivský rajón
Holosijivský rajón (ukrajinsky Голосіївський район, Holosijivskyj rajon) je rajón (okres) na jihu Kyjeva. Rajón byl vytvořen v roce 2001 na základě administrativní reformy. Rajón se skládá ze čtvrtí Pankivščyna, Predslavyno, Jamky, Saperna Slobidka, Bajkovo, Zabajkove, Demijivka, Šyrma, Cymbalov Jar, Dobryj Put, Holosijiv, Feofanija, Lysa Hora, Bahrynova Hora, Myšelovka, Samburky, Kytajevo, Pyrohiv, Cerkovščyna, Nyžňa Telyčka, Korčevate, Vyta, Teremky, and Vodnykivský ostrov.

## Geografie
Rajón se nachází na pravém břehu Dněpru. Nachází se na jihu Kyjeva, kdy na severu hraničí s Solomjanským, Ševčenkivským a Pečerským rajónem, na východě s Darnyckým rajónem a na jihozápadě hraniční s Kyjevskou oblastí.

## Obyvatelstvo

### Počet obyvatel
| Rok            | 2001    | 2017    | 2020    |
| -------------- | ------- | ------- | ------- |
| Počet obyvatel | 202 993 | 224 707 | 254 651 |

### Struktura populace
- Struktura obyvatel z roku 2001

## Doprava
Hlavní třídy rajónu jsou Holosijivský prospekt, Stolyčne soše a prospekt Akademika Hluškova. Rajónem prochází evropské silnice E95 a E40. Z rajónu také vychází dálnice M05 do Bile Cerkvi a Oděsy.
Rajón obsluhuje Kyjevské metro, konkrétně druhá linka a třetí linka, rajón obsluhují sedm stanic Vydubyči, Demijivska, Holosijivska, Vasylkivska, Vystavkovyj centr, Ipodrom a Teremky. Rajón ale také obsluhuje Kyjevská městská železnice, zastávka Kyjiv-Vydubyči, ale také trolejbusy a autobusy.